# Zvishavane
Zvishavane é uma vila do Zimbábue, localizada na região de Medialândia. Anteriormente chamava-se Shabani.
A vila possui uma das principais ligações do Caminho de Ferro do Limpopo, que a conecta com Somabula (ao noroeste) e Rutenga (ao sudeste).